# Neumarker Pass
Der Neumarker Pass (tschechisch Všerubský průsmyk) ist ein Pass im tschechischen Teil der Cham-Further Senke zwischen dem Böhmerwald und Oberpfälzer Wald. 

## Geographie
Er befindet sich bei Brůdek (Fürthel) zwischen Všeruby (Neumark) und Kdyně (Neugedein). Der Neumarker Pass verbindet die Neumarker Senke (Všerubská brána), deren höchster Gipfel der Jezvinec (Gewintzyberg, 739 m) ist, über das Tal des Hájecký potok nach Nordosten mit der Neugedeiner Furche (Kdyňská brázda), die in den Čerchovský-Wald (Čerchovský les) übergeht. Südlich liegt der Berg Svatá Anna (Tannaberg, 515 m) mit der Kirche der Hl. Anna. Über den Pass verläuft die Europäische Hauptwasserscheide zwischen Elbe und Donau.

## Geschichte
Über den Pass führte der Regensburger Steig über Furth im Wald, eine wichtige mittelalterliche Verbindung von Prag nach Regensburg. 
Im Jahre 1040 fand hier die Schlacht bei Biwanka zwischen dem böhmischen und dem kaiserlichen Heer statt. Herzog Břetislav I. gelang es dabei, das zum Straffeldzug gegen ihn aufgebrochene Heer Heinrichs III. am Einmarsch nach Böhmen zu hindern.
Im Mai 1945 zogen amerikanische Truppen über den Neumarker Pass nach Böhmen.